# Po sezonie
Po sezonie – film produkcji polskiej z 2006 roku w reżyserii Janusza Majewskiego.

## Obsada
- Magdalena Cielecka – Emilia „Imeila” Orłowska
- Leon Niemczyk – Leon Kos
- Ewa Wiśniewska – pani Rita, właścicielka pensjonatu
- Małgorzata Socha – Dasia
- Zbigniew Buczkowski – Hubert, wspólnik Leona
- Ewa Awramik – aptekarka
- Zbigniew Barszcz – policjant

## Informacje dodatkowe
- Pensjonat, który pojawia się w filmie, to dom i pensjonat Janusza Majewskiego.
- Film Majewskiego Po sezonie, nie jest pierwszym filmem, kręconym w ów. pensjonacie. Wcześniej powstał tam także spektakl Teatru Tv Diabelska edukacja, oraz serial Siedlisko.
- Ze względu na napięte terminy aktorów, i mały budżet codziennie ekipa pracowała przez 12-14 godzin.
- Film, był pokazywany na 30. FPFF w Gdyni (pozakonkursowo).
- Janusz Majewski napisał książkę Po sezonie, będącą zbeletryzowanym scenariuszem filmu.
- Pomysł na scenariusz wziął się z rozmowy reżysera i Niemczyka, który opowiadał reżyserowi o swoich 6 małżeństwach.
- Rola Leona jest jedną z ostatnich kreacji Niemczyka w filmie fabularnym.
- Nominację do Orła PNF, Leon Niemczyk otrzymał już po swojej śmierci. Dla oddania hołdu wielkiemu aktorowi w trakcie trwania rozdania nagród nagrodzono go owacją na stojąco.
- Z filmu tego pochodzi, słynna już w jęz. polskim fraza: „Ale kotek ładny” (Kos do Rity, pokazującej swoje zdjęcia), oznaczająca demonstracyjny brak zainteresowania.